# Furore Cars

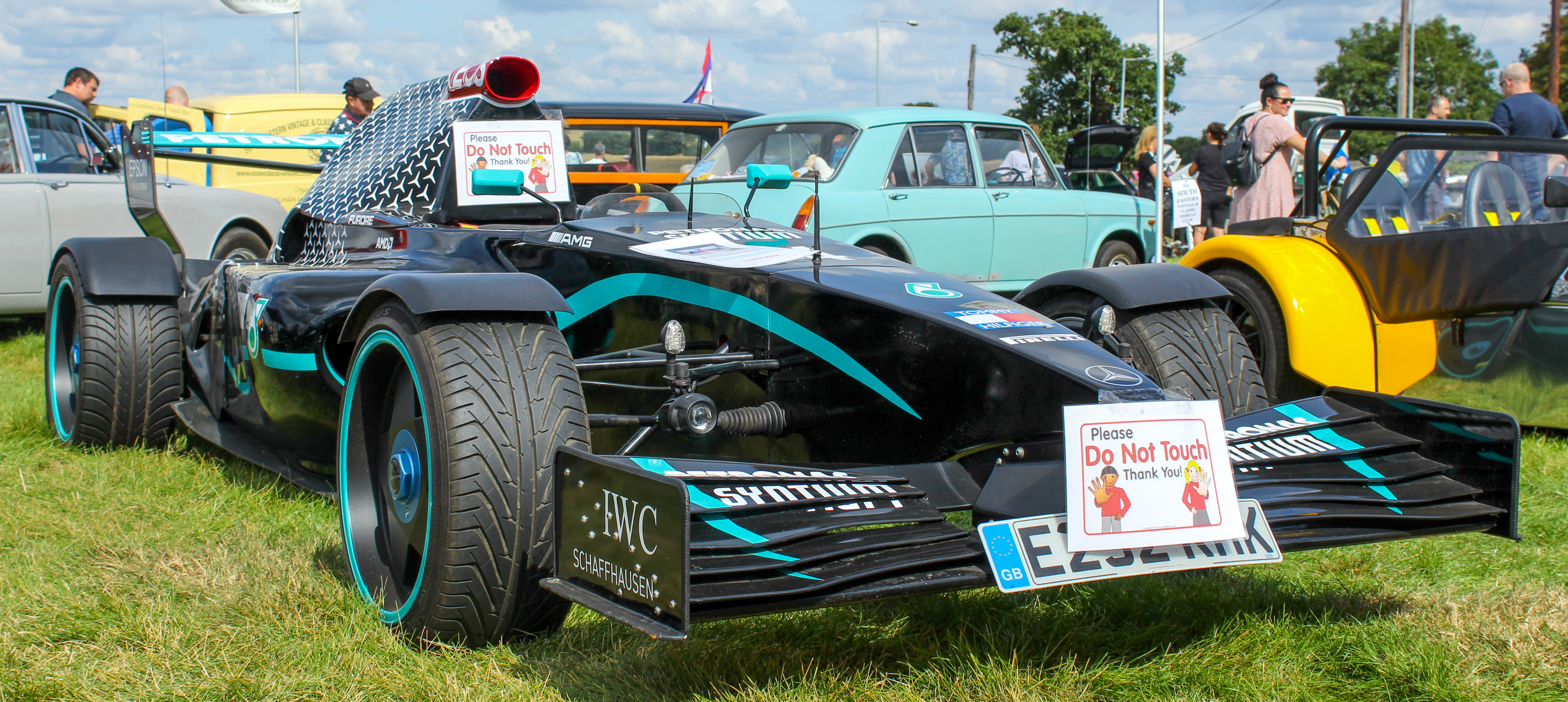
2012 Furore Formula

Furore Cars Limited ist ein britischer Hersteller von Automobilen.

## Unternehmensgeschichte
Russell John Bost begann 2002 mit der Entwicklung und 2006 mit der Produktion von Automobilen und Kits. Der Markenname lautet Furore. Erst am 27. Januar 2011 gründete er das Unternehmen in Leigh-on-Sea in der Grafschaft Essex. Insgesamt entstanden bisher etwa sechs Exemplare.

## Fahrzeuge
Das einzige Modell Formula One ist ein Formel-Rennwagen mit Straßenzulassung. Ein Motorradmotor von Kawasaki treibt die Fahrzeuge an. Die offene Karosserie bietet Platz für zwei Personen hintereinander.